# Gaston Varenne
Gaston Varenne (né en 1872 à La Roche-sur-Yon et mort en 1949) est un peintre, illustrateur, graveur, écrivain et critique d'art français.
Il est l'auteur de Goethe devant la Nature et l'Art, 1943.

## Publications notables
- Glanes d'antan, vers et prose, Paris, Victorion frères, 1930, 323 p. (BNF 31543682).
- Bourdelle par lui-même : sa pensée et son art, Paris, Fasquelle, 1937, 254 p. (BNF 34203574).
- La Vie merveilleuse de Jésus selon les textes des Évangiles, Paris, Fasquelle, 1938, 189 p. (BNF 31543692).
- Goethe devant la nature et l'art, Paris, B. Grasset, 1943, 299 p. (BNF 31543683).

## Décorations
- Officier de la Légion d'honneur (1935)[1]